# مديرية عسيلان

تعديل مصدري - تعديل

</ref>
|العزلة=
|القرية=
|مساحة الأرض =
|مساحة المياه =
|ارتفاع =
|المساحة الكلية =3232
|تعداد 2004 = 31518
|الذكور 2004 = 16237
|الإناث 2004 = 15281
|الكثافة 2004 =9.752
|عدد المساكن 2004 = 3251
|عدد الأسر 2004 = 3681

|إسقاط 2014 =
|الذكور 2014 =
|الإناث 2014 =
|الكثافة 2014 =
|خط العرض =14.55
|خط الطول = 46.83333
|خريطة البلد = اليمن
|غرينتش توقيت صيفي =
|التوقيت = توقيت اليمن
|فرق التوقيت =+3
|الرمز البريدي =
|الرمز الهاتفي =
|الموقع الرسمي =
}}
مديرية عسيلان هي إحدى مديريات محافظة شبوة في اليمن. بلغ عدد سكانها 31518 نسمة عام 2004.